# Liseberg
Liseberg – park rozrywki otwarty 8 maja 1923 roku w Göteborgu, w Szwecji. Rocznie odwiedza go ponad 3 miliony osób. Od końca listopada przez 4 tygodnie trwa tam jarmark bożonarodzeniowy.

## Atrakcje

### Kolejki górskie

#### Czynne
W roku 2022 w parku znajdowało się 6 czynnych kolejek górskich:
| # | Nazwa         | Producent  | Data otwarcia    | Typ                           | Wysokość [m] | Prędkość [km/h] | Źródło |
| - | ------------- | ---------- | ---------------- | ----------------------------- | ------------ | --------------- | ------ |
| 1 | Lisebergbanan | Zierer     | 18 kwietnia 1987 | stalowa                       | 45,0         | 80,0            | [ 3 ]  |
| 2 | Balder        | Intamin    | 12 kwietnia 2003 | drewniana                     | 36,0         | 90,0            | [ 4 ]  |
| 3 | Rabalder      | Zierer     | 25 kwietnia 2009 | stalowa rodzinna              | 9,0          | 39,0            | [ 5 ]  |
| 4 | Stampbanan    | P&B        | 27 kwietnia 2013 | stalowa rodzinna              | 3,3          | 19,8            | [ 6 ]  |
| 5 | Helix         | Mack Rides | 26 kwietnia 2014 | stalowy double launch coaster | 41,0         | 100,0           | [ 7 ]  |
| 6 | Valkyria      | B&M        | 10 sierpnia 2018 | stalowy dive coaster          | 47,0         | 105,0           | [ 8 ]  |

#### W budowie
W roku 2022 park prowadził budowę 1 nowej kolejki górskiej:
| # | Nazwa | Producent | Data otwarcia | Typ                      | Wysokość [m] | Prędkość [km/h] | Źródło |
| - | ----- | --------- | ------------- | ------------------------ | ------------ | --------------- | ------ |
| 1 | Luna  | Vekoma    | 2023          | rodzinny shuttle coaster | 33,5         | 68,0            | [ 10 ] |

#### Usunięte
Z 12 kolejek górskich zbudowanych w parku na rok 2022 usuniętych zostało 6 z nich:
| # | Nazwa            | Producent   | Data otwarcia    | Data zamknięcia | Typ                               | Wysokość [m] | Prędkość [km/h] | Źródło |
| - | ---------------- | ----------- | ---------------- | --------------- | --------------------------------- | ------------ | --------------- | ------ |
| 1 | Bergbanan        | Lebech      | 1923             | 1987            | drewniana                         | ?            | ?               | [ 12 ] |
| 2 | Super 8          | Schwarzkopf | 1966             | 1979            | stalowa                           | 15,2         | 64,4            | [ 13 ] |
| 3 | Cirkusexpressen  | Zierer      | 1977             | 2008            | stalowa rodzinna                  | 6,0          | 32,0            | [ 14 ] |
| 4 | Lisebergs Loopen | Schwarzkopf | 1980             | 1995            | stalowa                           | 24,5         | 77,0            | [ 15 ] |
| 5 | HangOver         | Vekoma      | 1997             | 2002            | stalowy odwrócony shuttle coaster | 40,0         | 80,5            | [ 16 ] |
| 6 | Kanonen          | Intamin     | 23 kwietnia 2005 | 30 grudnia 2016 | stalowy launch coaster            | 24,0         | 75,0            | [ 17 ] |

## Wypadki
15 lipca 2008 w wypadku karuzeli Rainbow zostało rannych 30 osób (w chwili wypadku było na niej 36 osób).